# Johann Michael Sailer
Johann Michael Sailer, född den 17 november 1751 i Aresing, Oberbayern, död den 20 maj 1832 i Regensburg, var en tysk romersk-katolsk teolog tillhörande jesuitorden.
Sailer utgav det mycket populära och inflytelserika arbetet Vollständiges Lese- und Gebetsbuch für katholische Christen (1783). År 1784 blev han professor i etik i Dillingens universitet i Dillingen an der Donau men entledigades. Nu följde åter några år av stilla tillbakadragenhet och rik litterär produktion. Som professor vid det till Landshut förflyttade universitetet i Ingolstadt 1800–1821 utvecklade han en utomordentligt mångsidig och långt utöver den närmaste lärjungekretsen inflytelserik verksamhet. 
Bland hans då utgivna arbeten märks i främsta rummet hans största vetenskapliga verk, Handbuch der christlichen Moral (3 band, 1817 ff.). Den bayerske kungens hemställan 1819] om Sailers utnämning till biskop i Augsburg avslogs av påven. Så småningom lade sig dock misstroendet, och Sailer utnämndes 1825 till domprost i Regensburg och 1829 till biskop där. Sailers Sämtliche Werke utkom 1830–1841 i 40 band (supplement 1845).